# Oregon Route 36
Az Oregon Route 36 (OR-36) egy oregoni állami országút, amely észak–déli irányban a 126-os út mapletoni elágazásától a 99-es út Junction City-i csomópontjáig halad.
A szakasz Mapleton–Junction City Highway No. 229 néven is ismert.

## Leírás
Az út Mapletonban, a 126-os útról leágazva kezdődik. Egy északnyugati kanyart követően északkeletre, majd keletre halad, közben pedig számos kisebb települést érint. A szakasszal párhuzamosan fut egy vasúti pálya, amelyet a 10. kilométernél keresztez, valamint a pálya a 21. kilométernél áthalad a Siuslaw-folyó egy mellékága felett. Cheshire-be érkezve a nyomvonal keleti irányt vesz, majd a 99-es út Junction City és Eugene közti csomópontjában végződik.
A szakasz a 28-as szövetségi út részeként eredetileg a Eugene és az óceánpart közti forgalmat szolgálta ki, de az erős oldalszél miatt a közlekedőket egy új útvonalra, a 126-os út Mapleton és Eugene között elkészült nyomvonalára irányították át.

## Fordítás
- Ez a szakasz részben vagy egészben  az   Oregon Route 36 című angol Wikipédia-szócikk History című fejezete ezen változatának fordításán alapul.  Az eredeti cikk szerkesztőit annak laptörténete sorolja fel. Ez a jelzés csupán a megfogalmazás eredetét és a szerzői jogokat jelzi, nem szolgál a cikkben szereplő információk forrásmegjelöléseként.